# Alta IF
Maillots
Le Alta IF est un club norvégien de football basé dans la ville d'Alta et fondé en 1927.